# Fornello (Ziano Piacentino)
Fornello (Furnél in dialetto piacentino) è una frazione del comune italiano di Ziano Piacentino in provincia di Piacenza. È situata a 201 m s.l.m., nella parte ovest della provincia di Piacenza, al confine con l'Oltrepò pavese.

## Storia
Fornello prende il nome dal forno dove venivano cotti i sassi di calce che provenivano dalla vicina località detta Calcinara e i mattoni provenienti dalla limitrofa Creta, frazione del comune di Castel San Giovanni.
In epoca romana la zona fu abitata, ne è prova il ritrovamento, tra il 1995 e il 1996, di una villa agricola chiamata Fundum Lucianum risalente al I secolo d.C. nella zona di Luzzano.
La limitrofa località di Luzzano, frazione del comune di Rovescala, viene citata per la prima volta in un atto giudiziario del 974 nel quale l'arciprete di Luzzano, Leone, fornì una prova testimoniante l'effettuazione di una permuta con l'Abate Giovanni del monastero di San Pietro in Ciel d'Oro in Pavia, in cui, tra i vari oggetti permutati, erano presenti terreni e vigneti siti "in loco et fundo Luciano".
Fornello è, invece, citata in un documento risalente al 1028 nel quale diacono Gherardo, religioso appartenente al Clero di San Martino e proprietario dei terreni della zona di Fornello, all'epoca ancora priva di insediamenti rurali, lasciò in eredità questi terreni ad una nobile famiglia piacentina. Successivamente a questo passaggio iniziarono a comparire alcuni insediamenti rurali nella zona.
Tra il Duecento e il Trecento vennero costruiti i forni dedicati alla cottura dei sassi di calce e dei mattoni, provenienti dalle limitrofe località di Calcinara e Creta; Fornello divenne, quindi, il più importante centro di produzione di materiali per l'edilizia della zona.
Con il passaggio della val Tidone sotto i Visconti, duchi di Milano, la zona venne infeudata da Filippo Maria Visconti nel 1412 alla famiglia Dal Verme, conti di Bobbio e Voghera, Borgonovo Val Tidone, Pianello Val Tidone, Castel San Giovanni, della val Tidone e altri feudi. Dopo l'avvelenamento del conte Pietro II Dal Verme, perpetrato nel 1485 dalla moglie Chiara Sforza, figlia del duca di Milano Galeazzo Sforza, tutti beni ed i titoli dei Dal Verme vennero confiscati dal duca Ludovico il Moro, committente dell'assassinio, e vennero concessi nel 1489 al conte Galeazzo Sanseverino, che aveva sposato Bianca Giovanna Sforza, figlia di Ludovico il Moro.
Il Sanseverino si riponeva il progetto di unificare territorialmente il proprio dominio sull'intero territorio della val Tidone sottratto ai Dal Verme; nel quadro di questa fortificazione territoriale egli fece erigere la torre di Fornello, principale difesa del feudo di Fornello.
Un paio di secoli dopo la borgata entrò a far parte dei possedimenti dei conti Zanardi Landi, i quali fecero costruire due ali laterali alla torre ed un orto botanico, elemento poco comune nella zona. Grazie a queste nuove modifiche, la tenuta subì una trasformazione a dimora padronale, venendo abitata dalla famiglia durante i mesi della vendemmia. Nel 1862 donna Luigia Scotti Douglas, discendente della nobile famiglia scozzese e vedova del conte Zanardi Landi, granduca di Toscana, lasciò la proprietà alla figlia.
Negli anni '80 la proprietà della tenuta, compresi i terreni circostanti, passò alla famiglia Sgorbati che negli anni successivi avviò una ristrutturazione complessiva dell'antica tenuta di famiglia adibendola ad azienda vitivinicola, la più grande del Piacentino, con un'estensione di 73 ettari.

## Monumenti e luoghi d'interesse
Torre FornelloTorre costruita nel quattrocento ad opera della famiglia Sanseverino e successivamente ampliata e trasformata in dimora padronale su iniziativa della famiglia Zanardi Landi a partire dal seicento. Il complesso, preservato dallo smembramento in parti a causa di una clausola inserita nel testamento di donna Luigia Scotti Douglas, è stato ristrutturato completamente tra la fine del XX e l'inizio del XXI secolo e ospita la sede di un'azienda vitivinicola. Una leggenda riferisce la presenza nel complesso del fantasma di una nobildonna, condannata a morte con l'accusa di stregoneria.
Chiesa della Visitazione della Beata VerginePiccola chiesa inglobata nel complesso di Torre Fornello, venne realizzata nel corso del XVII secolo con la funzione di cappella privata al servizio della famiglia Zanardi Landi, proprietaria della tenuta. L'edificio, pur rimanendo la sua proprietà legata al complesso della Torre, divenne chiesa parrocchiale nel XX secolo. Presenta una facciata a capanna interamente realizzata in mattoni a vista. L'interno presenta una struttura ad aula con tetto con travi a vista ed è stato decorato da Pietro Etteri nel 1973.

## Geografia antropica
Oltre alla frazione omonima, nella zona di Fornello si trovano le località di Case Bruciate, Cavo, Colombarone, Costa Sidoli, Crosignano, Paradiso, Romito.

## Economia
Così come l'intero territorio comunale, Fornello è un centro conosciuto per la viticoltura; parte della zona DOC dei Colli Piacentini, vi si producono, tra gli altri il Barbera, la Bonarda, l'Ortrugo e il Gutturnio.